# Theretra margarita
Theretra margarita är en fjärilsart som beskrevs av Kirby 1877. Theretra margarita ingår i släktet Theretra och familjen svärmare. Inga underarter finns listade i Catalogue of Life.